# Пьесы Уильяма Шекспира
Драматические произведения составляют большую часть творческого наследия Уильяма Шекспира. Предположительно, первой его пьесой стала трагедия «Тит Андроник» (ок. 1594), по другой версии — три части «Генриха VI»; последней пьесой, вероятно, — «Генрих VIII», написанный совместно с Джоном Флетчером.

## Проблемы периодизации

### Первый период (1590—1594)
По литературным приёмам его можно назвать периодом подражательности: Шекспир ещё весь во власти своих предшественников. По настроению этот период сторонники биографического подхода к исследованию творчества Шекспира определяли как период идеалистической веры в лучшие стороны жизни: «С увлечением наказывает молодой Шекспир порок в своих исторических трагедиях и с восторгом воспевает высокие и поэтические чувства — дружбу, самопожертвование и в особенности любовь» (Венгеров).
В трагедии «Тит Андроник» Шекспир в полной мере отдал дань традиции современных ему драматургов удерживать внимание зрителей нагнетанием страстей, жестокостью и натурализмом. Ужасы «Тита Андроника» — прямое и непосредственное отражение ужасов пьес Кида и Марло.
Вероятно, первыми пьесами Шекспира были три части «Генриха VI». Источником для этой и последующих исторических хроник служили «Хроники» Холиншеда. Тема, объединяющая все шекспировские хроники, — смена череды слабых и неспособных правителей, приведших страну к междоусобицам и гражданской войне и восстановление порядка с воцарением династии Тюдоров. Подобно Марло в «Эдуарде II» Шекспир не просто описывает исторические события, а исследует мотивы, скрывающиеся за поступками героев.
«Комедия ошибок» — ранняя, «ученическая» комедия, комедия положений. По обычаю того времени, переделка пьесы современного английского автора, источником для которой стала комедия Плавта «Два Менехма», описывающая приключения братьев-близнецов. Действие происходит в Эфесе, мало похожем на древнегреческий город: автор переносит приметы современной ему Англии в античную обстановку. Шекспир добавляет сюжетную линию двойников-слуг, тем самым запутывая действие ещё больше. Уже в этом произведении присутствует обыкновенное для Шекспира смешение комического и трагического: старику Эгеону, невольно нарушившему эфесский закон, грозит казнь, и только через цепь невероятных совпадений, нелепых ошибок, в финале к нему приходит спасение. Перебивка трагического сюжета комической сценой даже в самых мрачных произведениях Шекспира — это уходящее корнями в средневековую традицию напоминание о близости смерти и, в то же время, непрекращающемся течении жизни и постоянном её обновлении.
На грубоватых комических приёмах построена пьеса «Укрощение строптивой», созданная в традициях фарсовой комедии. Это вариация популярного в лондонских театрах в 1590-х годах сюжета об усмирении жены мужем. В увлекательном поединке сходятся две незаурядные личности и женщина терпит поражение. Автор провозглашает незыблемость установленного порядка, где главой семьи является мужчина. 
В последующих пьесах Шекспир отходит от внешних комедийных приёмов. «Бесплодные усилия любви» — комедия, созданная под влиянием пьес Лили, которые тот писал для постановки в театре масок при королевском дворе и в аристократических домах. При довольно простой фабуле пьеса представляет собой непрерывный турнир, состязание персонажей в остроумных диалогах, сложной словесной игре, сочинении стихов и сонетов (к этому времени Шекспир уже владел непростой стихотворной формой). Язык «Бесплодных усилий любви» — вычурный, цветистый, так называемый эвфуизм, — это язык английской аристократической верхушки того времени, ставший популярным после выхода в свет романа Лили «Эвфуэс, или Анатомия остроумия».

### Второй период (1594—1600)
Около 1595 года Шекспир создаёт одну из самых известных своих трагедий — «Ромео и Джульетту», — историю развития человеческой личности в борьбе с внешними обстоятельствами за право на любовь. Для своей версии «Ромео и Джульетты» Шекспир, возможно, использовал переработку старого текста, оставленную «академиками» (кругом драматургов, имевших университетские дипломы). Первоначально прозвучавший в новелле Луиджи Да Порто (Luigi Da Porto, 1485—1529) рассказ о горестной судьбе Ромео и Джульетты (1524) был подхвачен другими итальянскими авторами (Банделло, Больдери, Грото) и далее распространился в европейской литературе. В Англии известный сюжет был положен Артуром Бруком в основу поэмы «Трагическая история Ромеуса и Джульетты» (Arthur Brooke. The tragicall Historye of Romeus and Juliet, 1562). Вероятно, произведение Брука и послужило источником для Шекспира. Он усилил лиризм и драматизм действия, переосмыслил и обогатил характеры персонажей, создал поэтические монологи, раскрывающие внутренние переживания главных героев, таким образом преобразив ординарное произведение в ренессансную поэму о любви. Это трагедия особого типа, лирическая, оптимистичная, несмотря на гибель главных героев в финале. Их имена стали нарицательным обозначением высшей поэзии страсти.
Приблизительно 1596 годом датируется ещё одно из знаменитейших произведений Шекспира — «Венецианский купец». Шейлок так же, как и ещё один знаменитый еврей елизаветинской драмы — Варавва («Мальтийский еврей» Марло), жаждет отмщения. Но, в отличие от Вараввы, Шейлок, остающийся отрицательным персонажем, гораздо сложнее. С одной стороны это жадный, хитрый, даже жестокий ростовщик, с другой — оскорблённый человек, обида которого вызывает сочувствие. Знаменитый монолог Шейлока о тождестве еврея и любого другого человека «Да разве у жида нет глаз?..» (акт III, сцена 1) признаётся некоторыми критиками лучшей речью в защиту равноправия евреев во всей литературе. В пьесе противопоставляются власть денег над человеком и культ дружбы — неотъемлемой составляющей жизненной гармонии.
Несмотря на «проблемность» пьесы и драматизм сюжетной линии Антонио и Шейлока, по своей атмосфере «Венецианский купец» приближён к пьесам-сказкам, подобным «Сну в летнюю ночь» (1596). Волшебная пьеса была написана вероятно для торжеств по случаю свадьбы одного из елизаветинских вельмож. Впервые в литературе Шекспир наделяет фантастические существа людскими слабостями и противоречиями, создавая характеры. Как всегда, он переслаивает драматические сцены комическими: афинские мастеровые, весьма похожие на английских рабочих, старательно и неумело готовят к свадьбе Тезея и Ипполиты пьесу «Пирам и Фисба», представляющую собой историю несчастной любви, рассказанную в пародийной форме. Исследователей удивлял выбор сюжета для «свадебной» пьесы: её внешняя фабула — недоразумения между двумя парами влюблённых, разрешаемые лишь благодаря доброй воле Оберона и волшебству, насмешка над женскими причудами (внезапная страсть Титании к Основе), — выражает крайне скептический взгляд на любовь. Однако это «одно из самых поэтичных произведений» имеет серьёзный подтекст — возвеличивание искреннего чувства, имеющего под собой нравственную основу.
С. А. Венгеров видел переход ко второму периоду «в отсутствии той поэзии молодости, которая так характерна для первого периода. Герои ещё молоды, но уже порядочно пожили и главное для них в жизни — наслаждение. Порция пикантна, бойка, но уже нежной прелести девушек „Двух веронцев“, а тем более Джульетты в ней совсем нет».
В это же время Шекспир создаёт бессмертный и интереснейший тип, которому до сих пор не было аналогов в мировой литературе — сэра Джона Фальстафа. Успех обеих частей «Генриха IV» не в последнюю очередь и заслуга этого самого яркого действующего лица хроники, сразу ставшего популярным. Персонаж несомненно отрицательный, но со сложным характером. Материалист, эгоист, человек без идеалов: честь для него ничто, наблюдательный и проницательный скептик. Он отрицает почести, власть и богатство: деньги нужны ему лишь как средство получить еду, вино и женщин. Но сущность комизма, зерно образа Фальстафа не только его остроумие, но и весёлый смех над самим собой и окружающим миром. Его сила в знании человеческой природы, ему противно всё, что связывает человека, он — олицетворение свободы духа и беспринципности. Человек уходящей эпохи, он не нужен там, где государство могущественно. Понимая, что такой персонаж неуместен в драме об идеальном правителе, в «Генрихе V» Шекспир убирает его: зрителям просто сообщают о смерти Фальстафа. По традиции принято считать, что по просьбе королевы Елизаветы, желавшей увидеть Фальстафа на сцене ещё раз, Шекспир воскресил его в «Виндзорских насмешницах». Но это лишь бледная копия прежнего Фальстафа. Он растерял своё знание окружающего мира, нет более здоровой иронии, смеха над самим собой. Остался лишь самодовольный пройдоха.
Гораздо удачнее попытка снова вернуться к фальстафовскому типу в заключительной пьесе второго периода — «Двенадцатой ночи». Здесь мы в лице сэра Тоби и его антуража имеем как бы второе издание сэра Джона, правда, без его искрящегося остроумия, но с тем же заражающим добродушным жуирством. Отлично также вкладывается в рамки «фальстафовского» по преимуществу периода грубоватая насмешка над женщинами в «Укрощении строптивой».

### Третий период (1600—1609)
Третий период его художественной деятельности, приблизительно охватывающий 1600—1609 годы, сторонники субъективистского биографического подхода к творчеству Шекспира называют периодом «глубокого душевного мрака», считая признаком изменившегося мироощущения появление персонажа-меланхолика Жака в комедии «Как вам это понравится» и называя его чуть ли не предшественником Гамлета. Однако некоторые исследователи считают, что Шекспир в образе Жака всего лишь осмеивал меланхолию, а период якобы жизненных разочарований (по версии сторонников биографического метода) на самом деле не подтверждается фактами биографии Шекспира. Время создания драматургом величайших трагедий совпадает с расцветом его творческих сил, решением материальных затруднений и достижением высокого положения в обществе.
Около 1600 года Шекспир создаёт «Гамлета», по мнению многих критиков, — самое глубокое своё произведение. Шекспир сохранил сюжет известной трагедии мести, но всё внимание перенёс на духовный разлад, внутреннюю драму главного героя. В традиционную драму мести был введён герой нового типа. Шекспир опередил своё время — Гамлет не привычный трагический герой, осуществляющий мщение ради Божественной справедливости. Приходя к выводу, что одним ударом невозможно восстановить гармонию, он переживает трагедию отчуждения от мира и обрекает себя на одиночество. По определению Л. Е. Пинского, Гамлет — первый «рефлектирующий» герой мировой литературы.
Герои «великих трагедий» Шекспира — люди выдающиеся, в которых перемешано добро и зло. Сталкиваясь с дисгармонией окружающего мира, они совершают нелёгкий выбор — как существовать в нём, они сами творят свою судьбу и несут всю полноту ответственности за это.

В это же время Шекспир создаёт драму «Мера за меру». Несмотря на то, что в Первом фолио 1623 года она отнесена к комедиям, комического в этом серьёзном произведении о неправедном судье почти нет. Её название отсылает к поучению Христа о милосердии, по ходу действия одному из героев угрожает смертельная опасность, а финал, где заключается сразу несколько брачных союзов, можно считать условно счастливым. Это проблемное произведение не укладывается в определённый жанр, а существует на грани жанров: восходя к моралите, оно устремлено к трагикомедии.
Настоящая «мизантропия проступает только в Тимоне Афинском» — истории щедрого и доброго человека, разорённого теми, кому он оказывал помощь и ставшего человеконенавистником. Пьеса оставляет тягостное впечатление, несмотря на то, что неблагодарные Афины после смерти Тимона постигает кара. По мнению исследователей, Шекспира постигла неудача: пьеса написана неровным языком и наряду с достоинствами обладает ещё большими недостатками. Не исключается возможность того, что над ней работал не один Шекспир. Характер же самого Тимона не удался, иногда он производит впечатление карикатуры, другие персонажи просто бледны. Переходом к новой полосе шекспировского творчества можно считать «Антония и Клеопатру». В «Антонии и Клеопатре» талантливый, но лишённый всяких нравственных устоев хищник из «Юлия Цезаря» окружён истинно-поэтическим ореолом, а полупредательница Клеопатра геройской смертью в значительной степени искупает свои прегрешения.

### Четвёртый период (1609—1612)
Четвёртый период, если не считать пьесу «Генрих VIII» (некоторые исследователи полагают, что она написана вместе с Джоном Флетчером), включает всего только три-четыре года и четыре пьесы — так называемые «романтические драмы» или трагикомедии. В пьесах последнего периода тяжёлые испытания подчёркивают радость избавления от бедствий. Клевета уличается, невинность оправдывает себя, верность получает награду, безумие ревности не имеет трагических последствий, любящие соединяются в счастливом браке. Оптимизм этих произведений критиками воспринимается как знак примирённости их автора. «Перикл», пьеса существенно отличающаяся от всего ранее написанного, знаменует появление новых произведений. Наивность, граничащая с примитивностью, отсутствие сложных характеров и проблем, возврат к построению действия, характерному для ранней английской ренессансной драмы, — всё указывает на то, что Шекспир находился в поиске новой формы. «Зимняя сказка» — причудливая фантазия, рассказ «о невероятном, где всё вероятно». История о ревнивце, поддавшемся злу, терпящем душевные муки и заслужившем своим раскаянием прощение. В финале добро побеждает зло, по мнению одних исследователей, утверждая веру в гуманистические идеалы, по мнению других — торжество христианской морали. «Буря» самая удачная из последних пьес и, в некотором смысле, финал творчества Шекспира. Вместо борьбы здесь царит дух гуманности, всепрощения. Поэтические девушки, созданные теперь — Марина из «Перикла», Утрата из «Зимней сказки», Миранда из «Бури» — это образы прекрасных в своей добродетели дочерей. Исследователи склонны видеть в заключительной сцене «Бури», где Просперо отрекается от своего волшебства и уходит на покой, прощание Шекспира с миром театра.